# إيفان دومينغيز
إيفان دومينغيز (بالإسبانية: Iván Domínguez) (و. 1976  م) هو راكب دراجة هوائية كوبي، ولد في هافانا.

## روابط خارجية
- إيفان دومينغيز على موقع الاتحاد الدولي للدراجات (الإنجليزية)
- إيفان دومينغيز على موقع أرشيف الدراجات (الإنجليزية)
- إيفان دومينغيز على موقع إحصائيات الدراجات الإحترافية (الإنجليزية)
- إيفان دومينغيز على موقع نسبة الدراجات (الإنجليزية)